# Lista de cursos de graduação em Biblioteconomia
Esta é a lista de cursos de graduação em bibliotecomia.
| ESTADO                   | MUNICÍPIO                                                                 | INSTITUIÇÃO  | INÍCIO | CURRÍCULO RECENTE | CATEGORIA ADMINISTRATIVA | NÍVEL        | MODALIDADE      | CARGA HORÁRIA |
| ------------------------ | ------------------------------------------------------------------------- | ------------ | ------ | ----------------- | ------------------------ | ------------ | --------------- | ------------- |
| Acre (AC)                |                                                                           |              |        |                   |                          |              |                 |               |
| Alagoas (AL)             | Maceió                                                                    | UFAL         | 1999   | 2019              | Federal                  | Bacharelado  | Presencial      | 2400 h        |
| Amapá (AP)               |                                                                           |              |        |                   |                          |              |                 |               |
| Amazonas (AM)            | Manaus                                                                    | UFAM         | 1966   | 2008              | Federal                  | Bacharelado  | Presencial      | 3210 h        |
| Bahia (BA)               | Salvador                                                                  | UFBA         | 1942   | 2009              | Federal                  | Bacharelado  | Presencial      | 3041 h        |
| Bahia (BA)               | Salvador                                                                  | UFBA         | 2020   | 2020              | Federal                  | Bacharelado  | Semi-presencial | 2895 h        |
| Ceará (CE)               | Juazeiro do Norte                                                         | UFCA         | 2006   | 2006              | Federal                  | Bacharelado  | Presencial      | 3200 h        |
| Ceará (CE)               | Fortaleza                                                                 | UFC          | 1950   | 2016              | Federal                  | Bacharelado  | Presencial      | 3200 h        |
| Distrito Federal (DF)    | Brasília                                                                  | UNB          | 1962   | 2011              | Federal                  | Bacharelado  | Presencial      |               |
| Espírito Santo (ES)      | Vitória                                                                   | UFES         | 1975   | 2016              | Federal                  | Bacharelado  | Presencial      | 2490 h        |
| Goiás (GO)               | Goiânia                                                                   | UFG          | 1980   | 2016              | Federal                  | Bacharelado  | Presencial      | 2640 h        |
| Maranhão (MA)            | São Luís                                                                  | UFMA         | 1969   | 2007              | Federal                  | Bacharelado  | Presencial      | 2910 h        |
| Mato Grosso (MT)         | Rondonópolis                                                              | UFR          | 1999   | 2007              | Federal                  | Bacharelado  | Presencial      | 2625 h        |
| Minas Gerais (MG)        | Belo Horizonte                                                            | UFMG         | 1950   | 2014              | Federal                  | Bacharelado  | Presencial      | 2400 h        |
| Minas Gerais (MG)        | Formiga                                                                   | UNIFORMG     | 1968   | 2019              | Particular               | Bacharelado  | Presencial      | 2400 h        |
| Pará(PA)                 | Belém                                                                     | UFPA         | 1963   | 2010              | Federal                  | Bacharelado  | Presencial      | 2880 h        |
| Paraíba (PB)             | João Pessoa                                                               | UFPB         | 1969   | 2008              | Federal                  | Bacharelado  | Presencial      | 2760 h        |
| Paraná (PR)              | Londrina                                                                  | UEL          | 1973   | 2018              | Estadual                 | Bacharelado  | Presencial      | 2610 h        |
| Paraná (PR)              | Maringá                                                                   | UniFCV       | 2020   | 2020              | Particular               | Bacharelado  | A distância     | 2400 h        |
| Pernambuco (PE)          | Recife                                                                    | UFPE         | 1950   | 2019              | Federal                  | Bacharelado  | Presencial      | 2450 h        |
| Piauí (PI)               | Teresina                                                                  | UESPI        | 2003   | 2010              | Estadual                 | Bacharelado  | Presencial      | 3020 h        |
| Rio de Janeiro (RJ)      | Niterói                                                                   | UNIVERSO     | 2014   | 2020              | Particular               | Bacharelado  | A distância     | 2760 h        |
| Rio de Janeiro (RJ)      | Niterói                                                                   | UFF          | 1963   |                   | Federal                  | Bacharelado  | Presencial      | 3000 h        |
| Rio de Janeiro (RJ)      | Rio de Janeiro                                                            | UFRJ         | 2006   | 2008              | Federal                  | Bacharelado  | Presencial      | 3300 h        |
| Rio de Janeiro (RJ)      | Rio de Janeiro                                                            | UniRio       | 1910   | 2010              | Federal                  | Bacharelado  | Presencial      | 3095 h        |
| Rio de Janeiro (RJ)      | Rio de Janeiro                                                            | UniRio       | 2009   | 2009              | Federal                  | Licenciatura | Presencial      | 3405 h        |
| Rio Grande do Norte (RN) | Natal                                                                     | UFRN         | 1997   | 2018              | Federal                  | Bacharelado  | Presencial      | 2730 h        |
| Rio Grande do Sul (RS)   | Caxias do Sul                                                             | UCS          | 2013   |                   | Particular               | Bacharelado  | A distância     | 2520 h        |
| Rio Grande do Sul (RS)   | Porto Alegre                                                              | UFRGS        | 1975   |                   | Federal                  | Bacharelado  | Presencial      | 2850 h        |
| Rio Grande do Sul (RS)   | Gramado Imbé Porto Alegre Santa Maria Seberi Tio Hugo Três de Maio        | UFRGS        | 2020   | 2020              | Federal                  | Bacharelado  | Semi-presencial | 2850 h        |
| Rondônia (RO)            | Porto Velho                                                               | UNIR         | 2009   | 2018              | Federal                  | Bacharelado  | Presencial      | 2520 h        |
| Santa Catarina (SC)      | Blumenau                                                                  | Uniasselvi   | 2018   | 2018              | Particular               | Bacharelado  | A distância     | 3040 h        |
| Santa Catarina (SC)      | Chapecó                                                                   | Unochapecó   | 2018   | 2018              | Particular               | Bacharelado  | A distância     | 2600 h        |
| Santa Catarina (SC)      | Florianópolis                                                             | UFSC         | 1974   | 2016              | Federal                  | Bacharelado  | Presencial      | 2988 h        |
| Santa Catarina (SC)      | Florianópolis                                                             | UDESC        | 2001   | 2018              | Estadual                 | Bacharelado  | Presencial      | 2800 h        |
| São Paulo (SP)           | Campinas                                                                  | PUC-Campinas | 1964   | 2014              | Particular               | Bacharelado  | Presencial      | 2400 h        |
| São Paulo (SP)           | Guarulhos                                                                 | UniFAVENI    | 2019   | 2019              | Particular               | Bacharelado  | A distância     |               |
| São Paulo (SP)           | Jaguariúna                                                                | UniFAJ       | 2017   | 2019              | Particular               | Bacharelado  | A distância     | 2440 h        |
| São Paulo (SP)           | Lorena                                                                    | UNIFATEA     | 2019   | 2019              | Particular               | Bacharelado  | Presencial      | 1920 h        |
| São Paulo (SP)           | Marília                                                                   | Unesp        | 1997   | 2013              | Estadual                 | Bacharelado  | Presencial      | 3420 h        |
| São Paulo (SP)           | Santos                                                                    | Unimes       | 2020   | 2020              | Particular               | Bacharelado  | A distância     |               |
| São Paulo (SP)           | São Carlos                                                                | UFSCar       | 1994   | 2013              | Federal                  | Bacharelado  | Presencial      | 2880 h        |
| São Paulo (SP)           | Ribeirão Preto                                                            | USP          | 2003   | 2011              | Estadual                 | Bacharelado  | Presencial      | 2970 h        |
| São Paulo (SP)           | São Paulo                                                                 | USP          | 1966   | 2019              | Estadual                 | Bacharelado  | Presencial      | 3060 h        |
| São Paulo (SP)           | São Paulo                                                                 | FESP         | 1948   | 2017              | Particular               | Bacharelado  | Presencial      | 2920 h        |
| São Paulo (SP)           | São Paulo                                                                 | UNIFAI       | 2009   | 2019              | Particular               | Bacharelado  | Presencial      | 3091 h        |
| Sergipe (SE)             | São Cristóvão                                                             | UFS          | 2009   | 2012              | Federal                  | Bacharelado  | Presencial      | 2640 h        |
| Sergipe (SE)             | Estância Japaratuba Lagarto Nossa Senhora das Dores Propriá São Cristóvão | UFS          | 2020   | 2020              | Federal                  | Bacharelado  | Semi-presencial | 2715 h        |